# أوسكار غراهام
أوسكار غراهام (بالإنجليزية: Oscar Graham)‏ هو لاعب كرة قاعدة أمريكي، ولد في 20 يوليو 1878 في بلاتسموث في الولايات المتحدة، وتوفي في 15 أكتوبر 1931 في مولين في الولايات المتحدة.

## وصلات خارجية
- أوسكار غراهام على موقعبيزبول رفرنس.كوم (الدوري الرئيسي) (الإنجليزية)
- أوسكار غراهام على موقعبيزبول رفرنس.كوم (الدوري الثانوي) (الإنجليزية)